# Taylor Worth
Taylor Worth (Busselton, 8 de janeiro de 1991) é um arqueiro profissional australiano, medalhista olímpico.

## Carreira

### Rio 2016
Taylor Worth fez parte da equipe australiana nas Olimpíadas de 2016 que conquistou a medalha de bronze no Tiro com arco nos Jogos Olímpicos de Verão de 2016 - Equipes masculinas, ao lado de Ryan Tyack e Alec Potts.